# Hoftag zu Gelnhausen
Als Hoftag zu Gelnhausen  oder auch Reichstag von Gelnhausen werden die Reichs- und Hoftage des römisch-deutschen Reiches bezeichnet, die in oder bei der Pfalz Gelnhausen stattgefunden haben.
| Datum         | Kaiser       | Ergebnisse und Ereignisse |
| ------------- | ------------ | --- |
| April 1180    | Friedrich I. | Heinrich dem Löwen wurde mit der Gelnhäuser Urkunde das Herzogtum Sachsen entzogen und dieses geteilt. Der Herzogstitel von Sachsen ging an Bernhard III. über. Neu gegründet wurde zu Gunsten des Kölner Erzbischofs Philipp von Heinsberg das Herzogtum Westfalen aus den westlichen Teilen des ehemaligen Stammesherzogtums Sachsen (siehe Hauptartikel: Gelnhäuser Urkunde) |
| November 1186 | Friedrich I. | Der Kaiser unterrichtete die anwesenden Fürsten und Herren über seine Streitigkeiten mit Papst Urban III. Gleichzeitig wurde Erzbischof Philipp von Heinsberg, der nicht mehr vollständig dem Kurs des Kaisers folgte, politisch isoliert. |
| Oktober 1195  | Heinrich VI. | Kardinallegat Johannes von Salerno predigte zu Gunsten des Kreuzzugs von Kaiser Heinrich VI. |